# Port lotniczy Zuwirat
Port lotniczy Zuwarit (IATA: OUZ, ICAO: GQPZ) – port lotniczy położony w Zuwirat, w regionie Tiris Zammur, w Mauretanii.

## Linie lotnicze i połączenia
| Linia Lotnicza      | Kierunek                                         |
| ------------------- | ------------------------------------------------ |
| Mauritania Airlines | 1. Nawazibu 2. Nawakszut Sezonowo: 1. Casablanca |